# Сугестія (літературознавство)
Суге́стія (лат. suggestio, від suggero: навчаю, навіюю) — жанрова специфіка літератури, базована на нюансованій тональності, додаткових смислових натяках, передчуваннях. Звернена до емоційної сфери, до підсвідомості, вона навіює читачеві думки і переживання письменника.

## Історія дослідження
Поняття сугестії з'явилося в англійській філології у XVIII ст. у зв'язку з дослідженнями орієнталістів, коли В. Джонс та Х. Вілсон переклали санскритський термін «в'янджана» як «сила навіювання». Його вживали Ш. Бодлер та С. Малларме, апробував О. Фет, перебуваючи під впливом філософії А. Шопенгауера. Теоретичного значення сугестії надав Д. Овсянико-Куликовський, який поглибив учення О. Потебні про форму. Однак термін не набув чіткого понятійного наповнення.
Соціопсихологи тлумачать сугестію як підказування, навіювання слухачеві, програмування його настрою, літературознавці — як підтекст, другий і третій плани зображення, а О. Веселовський застосовував його в обох аспектах. Індолог Б. Ларін вбачав у сугестії прихований ефект, невід'ємний від поетичного мовлення, румунський літературознавець Л. Ягустін вказував на словесно не виражені, навіювані поетичні настрої, що відображають внутрішню сутність ліричного твору. Цими проблемами цікавився російський філософ В. Соловйов, що засвідчує його стаття «Буддійський настрій у поезії» (1894) про поему «Давні речі» А. Голеніщева-Кутузова.
Поняття сугестії найпоширеніше у психології, на позначення прямого (імперативного) чи опосередкованого впливу на душевну сферу людини, зумовленого потребою програмування її поведінки, виконання навіяного їй змісту. При цьому застосовують спеціальні приховані словесні формули, що немовби мимохідь вводяться у свідомість сугерента, стають чинниками активного впливу на його поведінку.
І. Черепанова («Будинок Чаклунки: будова творчого несвідомого», 1996) пов'язує сугестію як арсенал засобів та прийомів спрямованого впливу із настановою особистості, яка ще не усвідомила себе готовою до певного сприйняття, вирішення, дії. Московський дослідник В. Аллахверхов («Психологія мистецтва: есе про таємницю емоційного впливу художнього твору», 2001) переносить функціональні можливості сугестії на ефект контрасту, коли дисонанс у художньому тексті активізує свідомість реципієнта, змушує його інтерпретувати (спосіб творення суперечностей), конструювати логічну неможливість (шквал оксюморонів), двозначності, переходячи від «поверхневого тексту» до внутрішнього, неусвідомленого, породжувати оманливі очікування (алогізм сюжету), грати з символами. При цьому різні семантичні, тропеїчні, стилістичні тощо засоби можуть використовуватися як на пантекстуальному (сюжетному) рівні, так і у фрагментах художнього твору.

## Українські дослідження
Підвалини розуміння сугестії в українському літературознавстві закладав І. Франко («Із секретів поетичної творчості») на підставі тлумачення «верхньої» і «нижньої» свідомості, запозиченого у німецького вченого М. Дессуара. І. Франко вважав, що поет творить у непритомному стані, «задля доконання сугестії мусить розворушити цілу духовну істоту зворушити своє життя, напружити свою уяву, пережити все те, що хоче вилити в поетичному творі, пережити якнайповніше і найінтенсивніше, щоби пережите могло влитися в слова, якнайбільше відповідні дійсному переживанню».

## Ознаки сугестії в літературі
Предметом зображення у сугестії, як і в медитації, є духовна сфера, внутрішні конфлікти морально-психологічного характеру. Відмінності зосереджені на цільовій настанові твору, його образній системі, які викликають алюзії на душевний стан, невловні для раціональних мовних структур, на серпанкову, чарівливу, принадну неясність, коли
«напівтінь божевільної сивої кішки

між черевиків блукає, немов між могил»
(Наталка Білоцерківець)
Сугестія походить від давньої словесної магії, зазвичай викликає різні уявлення, не називаючи їх, здатна заповнювати асоціаціями пропущені ланки експресивного мислення:
«І я — мов тінь. І тінь її

Я викликаю чистим словом»
(Людмила Таран)
Головну роль виконують багатопланові асоціативні зв'язки, хиткі інтонаційно-мовленнєві конструкції, підтримувані активізованою ритмомелодикою, емоційною аурою тексту. Водночас першорядного значення надано витонченій символіці, синтезу полісемантичного ліричного сюжету, коли образи немовби гіпнотизують, викликають сновидні картини:
«В обличчя — сонце золоте, В осах відбилася блакить.

І як не віриться у те, Що тінь за спиною стоїть, І навіть крапелька роси

За шию

Падає

З коси»
(Леонід Талалай)

### Сугестія в ліриці
Сугестія відображена у народній творчості (замовляння, ворожіння, календарно-обрядові пісні, загадки тощо), у ліриці, зокрема у поезії романтиків (Л. Боровиковський, А. Метлинський, В. Забіла, ранній Т. Шевченко та ін.), символістів (О. Олесь, М. Вороний, Г. Чупринка, Б. Лепкий, В. Пачовський, Д. Загул, Я. Савченко та ін.), які домагалися чистого звукового образу, у творах імпресіоністів (В. Чумак, В. Еллан), сюрреалістів (Ф. Потушняк, частково Б.-І. Антонич). Д. Донцов знаходив приклади вживання сугестії у поезії Лесі Українки. Частіше сугестивні вірші з'являються у творчості поетів з інтроспективним мисленням (В. Сосюра, М. Йогансен, В. Свідзінський, Д. Павличко, М. Вінграновський, І. Драч, В. Коломієць, В. Підпалий, І. Калинець, В. Голобородько, В. Кордун, Л. Талалай, П. Мовчан, Людмила Скирда та ін.), але трапляються і в поетів-екстравертів («Зимова ніч» Б. Пастернака, «Бал в опері» Ю. Тувіма, «Гофманова ніч», «Сліпці» М. Бажана, «Осінній день, осінній день, осінній…» Ліни Костенко).
У версифікаційній сугестії особливе значення надається фоніці вірша, наспіваності, ритму, інтонаційному малюнку. Через них поетові вдається зачарувати читача невловним рухом складних емоцій. У таких випадках Елеонора Соловей використовує поняття «сугестивний ліризм». Така поезія найближча до музики, її засоби виразності виходять на перший план, а семантика видається другорядною, як в одному з віршів В. Коломійця:
«Самота. Се мета?

Тоскно між сосен

у небо струн

музика осінь

синьо сум […]»

### Сугестія у прозі та драматургії
Сугестивні віяння притаманні також прозі (новелістика М. Коцюбинського, «Блакитний роман» Г. Михайличенка, повість «Подорож вченого доктора Леонардо та його майбутньої коханки Альчести у Слобожанську Швейцарію» М. Йогансена, романи «Майстер Корабля», «Чотири шаблі», «Вершники» Ю. Яновського, «Герострати» Емми Андієвської, «Дев'ять оповідань» Дж. Д. Селінджера, «Золоті плоди» Наталі Саррот) та особливо драматургії. Ще Арістотель наголошував на великій силі навіювання сценічного мистецтва, що викликає ефект катарсису.

## Сучасні дослідники
Сугестію досліджували літературознавці Б. Томашевський, О. Квятковський, Лідія Гінзбург, Я. Славинський, І. Шпаковський, а в Україні — А. Макаров, Ю. Тимошенко, Елеонора Соловей, Ярина Цимбал та ін.